# 艾哈邁德·諾羅拉希
艾哈邁德·諾羅拉希（波斯語：‌احمد نوراللهی；1993年2月1日—），是一名伊朗职业足球运动员，司职中场。现效力于阿聯酋阿拉伯海灣聯賽
球队迪拜青年国民，他也代表伊朗国家足球队。

## 荣誉
柏斯波利斯
- 伊朗职业足球联赛冠军：2017–18赛季、2018–19赛季、2019–20赛季、2020–21赛季
- 哈斯菲盃冠军：2018–19赛季
- 伊朗超级杯冠军：2018、2019、2020
- 亚足联冠军联赛亚军：2018、2020